# Diecezja Cuautitlán
Diecezja Cuautitlán (łac. Dioecesis Cuautitlanensis) – diecezja Kościoła rzymskokatolickiego w Meksyku, sufragania archidiecezji Tlalnepantla. 

## Historia
5 lutego 1979 roku papież Jan Paweł II konstytucją apostolską Conferentia Episcopalis Mexicana erygował diecezję Cuautitlán. Dotychczas wierni z tych terenów należeli do archidiecezji Tlalnepantla oraz diecezji Texcoco.

## Ordynariusze
- Manuel Samaniego Barriga (1979–2005)
- Guillermo Ortiz Mondragón (2005–2021)
- Efraín Mendoza Cruz (od 2023)